# Eretria (Evia)
Eretria (în greacă Ερέτρια, Erétria) este un oraș din Grecia, situat în prefectura Evia. Situat pe insula Eubeea, la mică distanță de coasta peninsulei Attica, a fost un important polis grecesc în secolele VIII – V î.Hr., menționat de scriitori antici celebri și implicat activ în evenimente istorice semnificative.
Din punct de vedere administrativ, actualul oraș a fost reorganizat în 2011, prin comasarea a două foste comune: Amarynthos⁠(d) și Eretria.
Suprafața totală a orașului este de 168.557 km2.